# Zora la rossa (miniserie televisiva)
Zora la rossa (Die rote Zora und ihre Bande) è una miniserie televisiva in 13 puntate trasmesse per la prima volta nel 1979 in Svizzera.
È una miniserie d'avventura incentrata sulle vicende di un gruppo di ragazzi orfani jugoslavi. La protagonista è Zora, ragazzina dai capelli rossi.

## Personaggi e interpreti
- Zora, interpretata da Lidija Kovačević
- Branko, interpretato da Nedeljko Vukasović
- Nikola, interpretato da Anđelko Kos
- Pavle, interpretato da Esad Krčić
- Đuro, interpretato da Boris Ninkov

## Produzione
La miniserie fu prodotta da Bayerischer Rundfunk, JRT, Schweizer Fernsehen, Südwestfunk e Tele Norm Film GmbH  e girata in Croazia. Le musiche furono composte da Rolf Unkel.

### Registi
Tra i registi sono accreditati:
- Fritz Umgelter

### Sceneggiatori
Tra gli sceneggiatori sono accreditati:
- Bora Cosic (in 9 episodi)
- Kurt Held (in 9 episodi)
- Rainer Söhnlein (in 9 episodi)
- Fritz Umgelter (in 9 episodi)

## Distribuzione
La serie fu trasmessa per la prima volta in Svizzera nel 1979. In Italia è stata trasmessa su reti locali con il titolo Zora la rossa.
Alcune delle uscite internazionali sono state:
- in Svizzera il 27 agosto 1979 (Die rote Zora und Ihre Bande e Zora la Rossa)
- in Germania Ovest il 1º gennaio 1980 (Die rote Zora und Ihre Bande)
- in Francia il 14 gennaio 1981  (Zora la rousse)
- in Italia (Zora la rossa)